# Gaspak

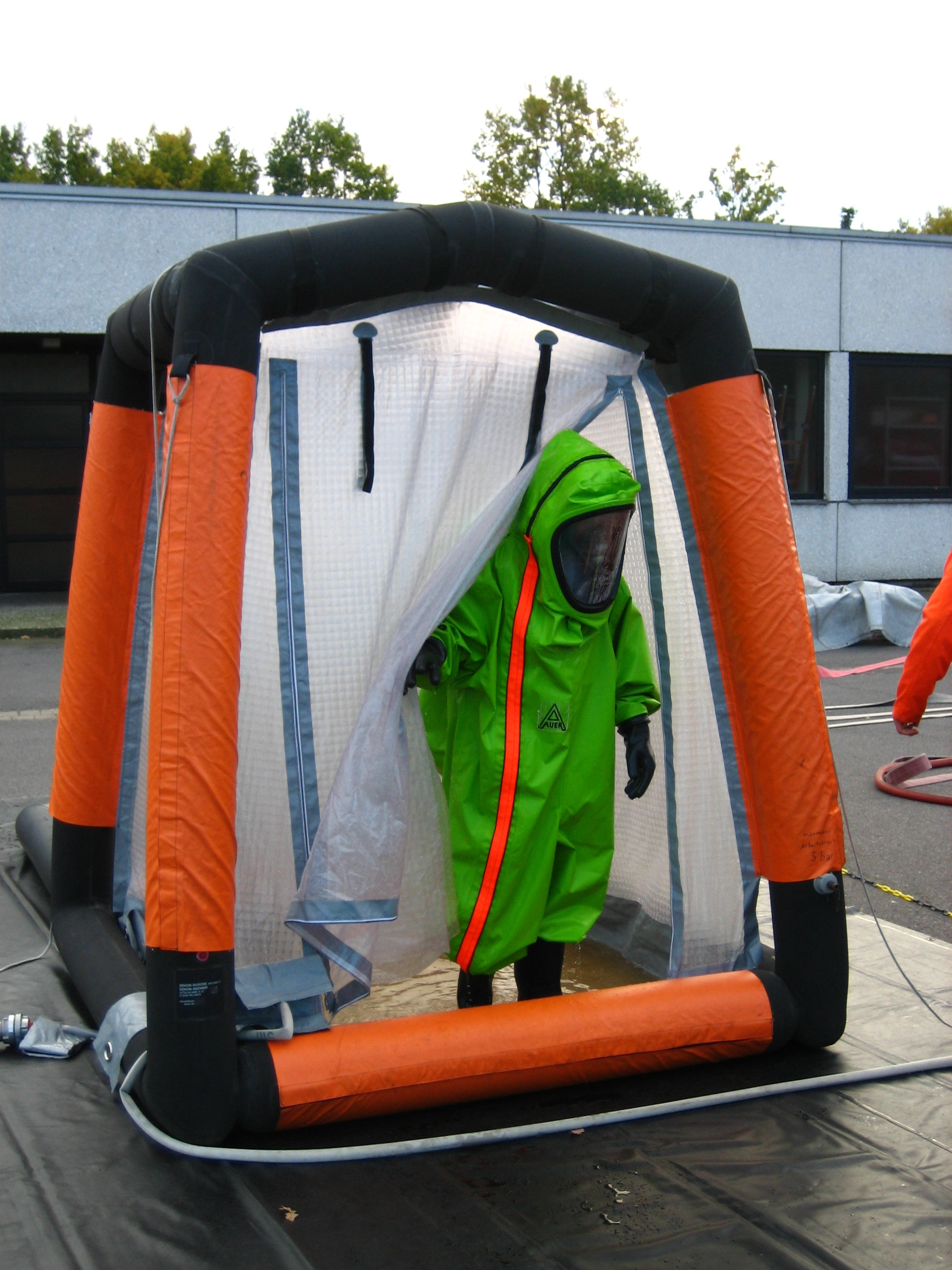
Een gaspakdrager wordt in een tent ontsmet

Een gaspak is een speciaal type beschermende kleding dat de gebruiker beschermt tegen chemische, nucleaire en biologische stoffen. De gebruiker wordt door het pak geheel afgesloten van de buitenlucht, het pak wordt gesloten met een speciale rits die over een groot deel van het pak loopt. De ademlucht wordt geleverd vanuit een ademluchttoestel dat onder het gaspak gedragen wordt. Tijdens het aantrekken, ontsmetten en uittrekken kan de ademlucht vanuit een vast opgestelde compressor of tank geleverd worden door middel van slangen.
Gaspakken worden gebruikt door de brandweer, het leger en onderzoekers indien sprake is van (mogelijk) contact met gevaarlijke stoffen waartegen andere beschermende kleding onvoldoende is. Een gaspak is in feite de zwaarste klasse beschermende kleding voor dit soort situaties.
Gaspakdragers werken voor de veiligheid altijd in ploegen van 2 personen. Iedere drager krijgt altijd assistentie van een collega bij het aantrekken, ontsmetten en uittrekken van het gaspak. Bij het ontsmetten en uittrekken kan de assistent een chemicaliënpak en zuurbestendige handschoenen dragen.
Onder een gaspak wordt meestal normale kleding of sportkleding gedragen met daar overheen een katoenen overal met kunststof knopen om beschadiging van het gaspak te voorkomen.
Doordat het pak geheel van de buitenlucht afgesloten is en bescherming moet bieden tegen allerlei verschillende bedreigingen is het dragen van een gaspak een zware klus. Doorgaans brengt een gebruiker hoogstens 20 minuten door in een gaspak, waarna de ademluchtvoorraad te ver gedaald is om veilig verder te gaan. Aangezien het ademluchttoestel zich in het pak bevindt is het vaak niet mogelijk om de manometer voor de luchtvoorraad af te lezen. De gebruiker is meestal flink bezweet omdat de warmte niet uit het pak kan ontsnappen.

## Hitte
Een standaard gaspak is niet bestand tegen hitte. Er zijn hittebestendige gaspakken of hittebestendige overtrekken voor gaspakken beschikbaar. Deze worden echter nauwelijks gebruikt aangezien een situatie waar dit soort pakken noodzakelijk is veel te gevaarlijk zou zijn voor mensen.

## Afbeeldingen

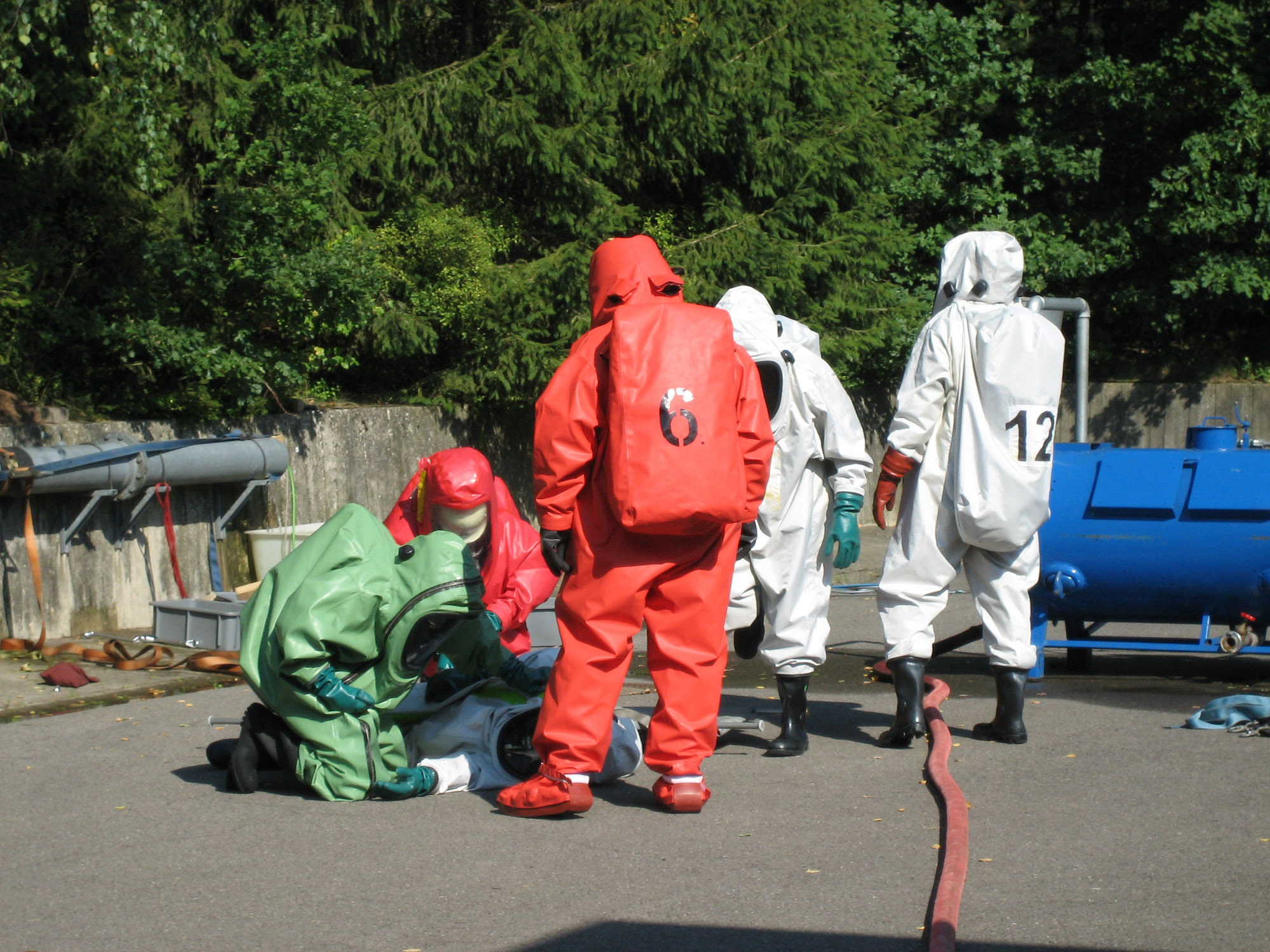
Brandweermensen met gaspakken tijdens een oefening.
Brandweermensen van het Amerikaanse leger in hittebestendige gaspakken worden ontsmet tijdens een oefening.
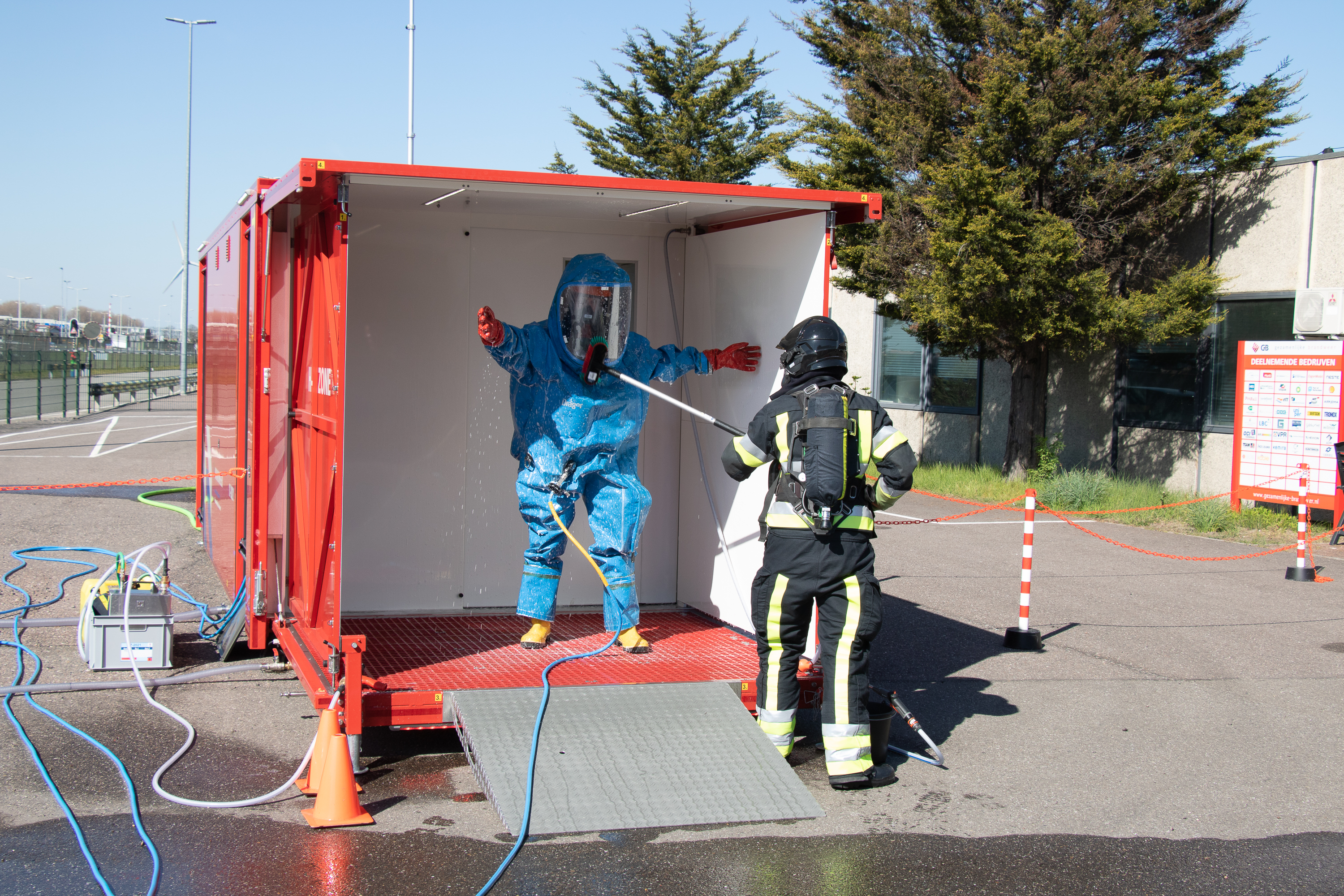
Decontaminatie gaspakdrager met deFcon in BMT Basis Ontsmettingseenheid